# Джон Бол
Джон Бол е католически духовник от Йорк, Англия, предводител на движението на лолардите, сред главните вдъхновители и водачи на Селското въстание от 1381 г.
В начлото на 1360-те години обикаля из Англия и отхвърля в своите проповеди богатството и пороците на духовенството, иска отмяна на църковния десятък, конфискация на държавното и имущество и премахване на църковната йерархия. Зарадите проповедите му е арестуван, но скоро е освободен от въстаналите през 1381 г. селяни и заедно с Уот Тайлър застава начело на въстанието.
Бори се за отмяна на крепостничеството, за изравняване на съсловията и за ликвидиране на дворянските привилегии. Смята, че „работите в Англия ще тръгнат добре само тогава, когато всичко стане общо; когато няма да има вече нито васали, нито лордове, когато лордовете ще престанат да бъдат господари и ще станат такива, каквито сме ние“.
След потушаването на въстанието е осъден на смърт и обесен, изкормен и разчекнат.